# Jan Brand
Johannes Willem "Jan" Brand, född 24 juni 1908 i Amsterdam, död 29 juni 1969 i Rotterdam, var en nederländsk landhockeyspelare.
Brand blev olympisk silvermedaljör i landhockey vid sommarspelen 1928 i Amsterdam.